# غلين فيكتور سوتانتو
غلين فيكتور سوتانتو (بالإندونيسية: Glenn Victor Sutanto) (مواليد 7 نوفمبر 1989) هو سبّاح إندونيسي، مثّل بلاده في الألعاب الأولمبية الصيفية 2016.

## روابط خارجية
غلين فيكتور سوتانتو على موقع الاتحاد الدولي للسباحة (الإنجليزية)
- غلين فيكتور سوتانتو على موقع أوليمبيديا (الإنجليزية)